# 인슐린 펌프

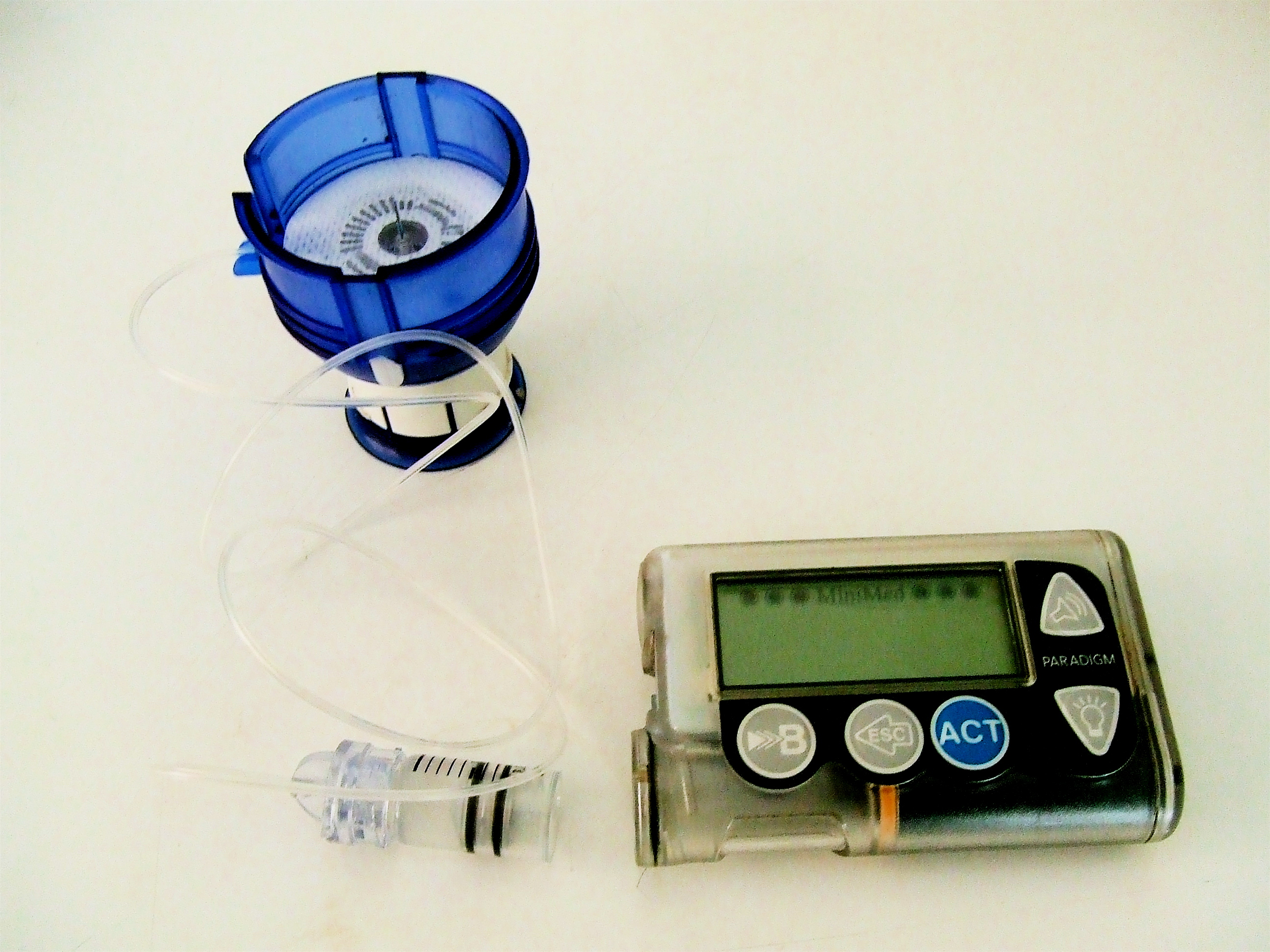

인슐린 펌프(영어: insulin pump)는 당뇨병 환자가 인슐린 농도를 조절할 수 있도록 하는 의료 기구이다.
인슐린 펌프는 지속적인 피하 인슐린 요법으로도 알려진 진성 당뇨병 치료에서 인슐린 투여에 사용되는 의료 기기이다. 장치 구성은 설계에 따라 다를 수 있다. 기존 펌프에는 다음이 포함된다.
- 펌프(컨트롤, 처리 모듈 및 배터리 포함)
- 일회용 인슐린 저장소(펌프 내부)
- 피하 삽입용 캐뉼라(피부 아래) 및 캐뉼라에 인슐린 저장소를 연결하는 튜브 시스템을 포함하는 일회용 주입 세트.

다른 구성도 가능하다. 최신 모델에는 펌핑 메커니즘을 위한 일회용 또는 반일회용 디자인이 포함될 수 있으며 주입 세트에서 튜브를 제거할 수 있다.
인슐린 펌프는 인슐린 주사기 또는 인슐린 펜으로 매일 여러 번 인슐린을 주사하는 대신 사용할 수 있으며 혈당 모니터링 및 탄수화물 계수와 함께 사용할 때 유연한 인슐린 요법을 가능하게 한다.

## 같이 보기
- 인슐린